# Peltacanthina seminigra
Peltacanthina seminigra är en tvåvingeart som beskrevs av Günther Enderlein 1924. Peltacanthina seminigra ingår i släktet Peltacanthina och familjen bredmunsflugor. Inga underarter finns listade i Catalogue of Life.